# Hoffnungskirche (Leipzig)

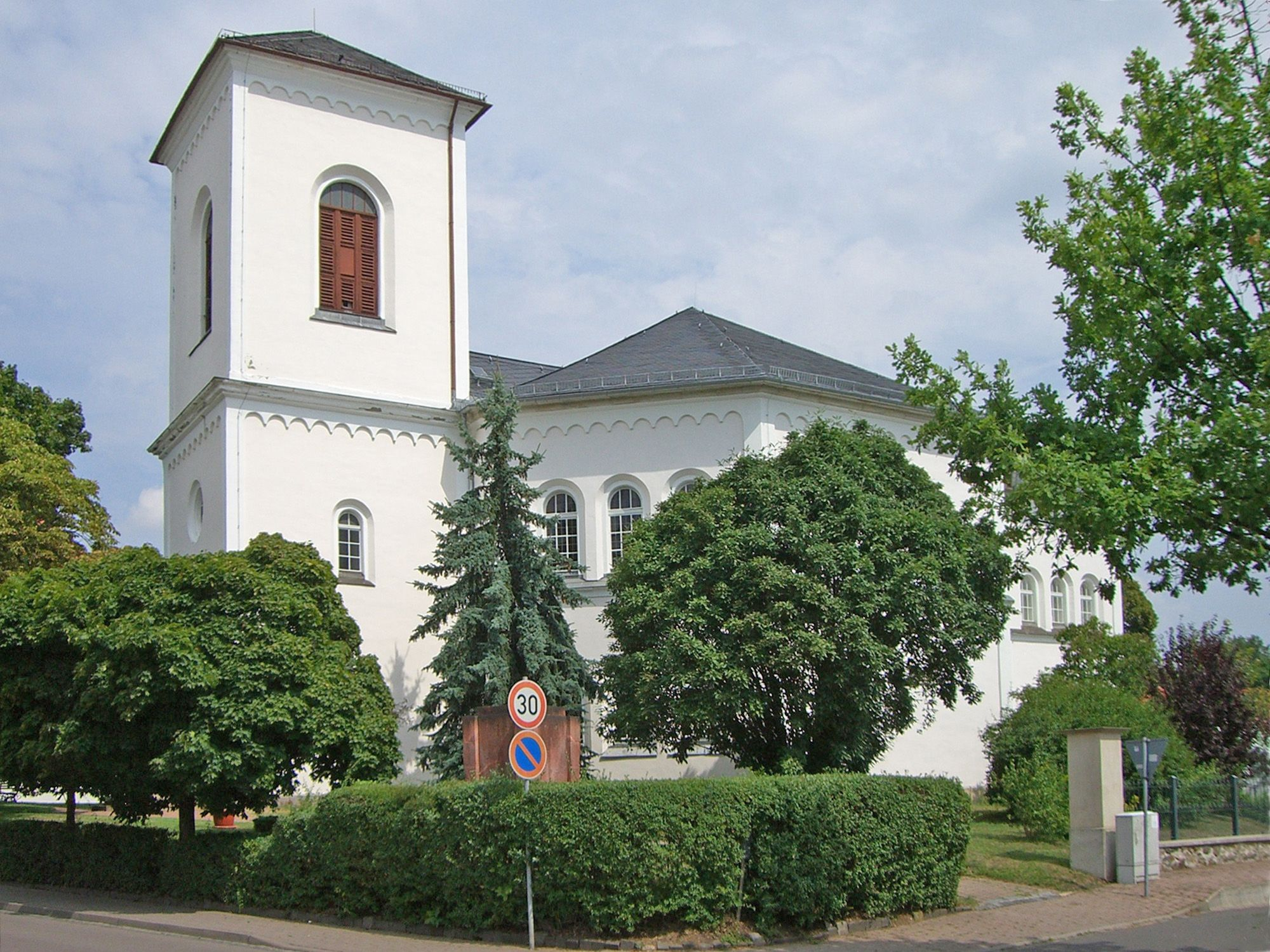
Die Hoffnungskirche (2010)

Die Hoffnungskirche ist das Gotteshaus der Evangelisch-Lutherischen Kirchgemeinde Leipzig-Knauthain.

## Lage
Die Kirche befindet sich an der Seumestraße 129 im Leipziger Stadtteil Knauthain, einem ehemaligen Dorf mit Rittergut an der Elsteraue. Vermutlich wurde die Kirche in ihren Anfängen am Rande eines heute nicht mehr erkennbaren Rundlings errichtet.

## Bauwerk
Das Gebäude der Hoffnungskirche besteht aus einem achteckigen Hauptkörper mit einem flachen Zeltdach, dem nach Westen ein quadratischer Turm vorgelagert ist. Dieser erreicht eine Höhe von 21 Meter und besitzt ein flaches Pyramidendach. Im Osten schließt sich an den Hauptkörper das Gegenstück des Turmes aber ohne dessen Höhe an. Die Bogenfenster und das umlaufende Bogenfries erinnern an die Romanik. Der behindertengerechte Hauptzugang ist am Turm, ein Nebeneingang an der Nordseite.
Der Innenraum ist schlicht gehalten und mit modernen Messinginstallationen von Matthias Klemm (1981) geschmückt. Die Bänke reihen sich zentralsymmetrisch um den in der Raummitte stehenden Taufstein. Die Orgel ist ein mit Teilen eines Pedals ergänztes Rückpositiv von 1965.

## Geschichte
Über die Anfängerbauten der Kirche ist nichts bekannt, bis auf die Tatsache, dass erhaltene Teile des Portals der bis in die Mitte des 19. Jahrhunderts existierenden Kirche auf das 12. Jahrhundert zu datieren sind. Diese Teile sind jetzt noch am Nebeneingang an der Nordseite der heutigen Kirche zu sehen. Für das 16. Jahrhundert wird der Anbau eines Chores an den bis dahin einfachen Saalbau angenommen, und wahrscheinlich wurde auch der bis ins 20. Jahrhundert existierende Schnitzaltar aufgestellt. In Sachsens Kirchengalerie wird weiter ausgeführt, dass der Turm der Kirche wegen Baufälligkeit in der ersten Hälfte des 19. Jahrhunderts abgetragen werden musste. Am 20. Oktober 1844 gab es in dieser Kirche den letzten Gottesdienst. Danach wurde sie abgerissen, um dem Neubau Platz zu machen.

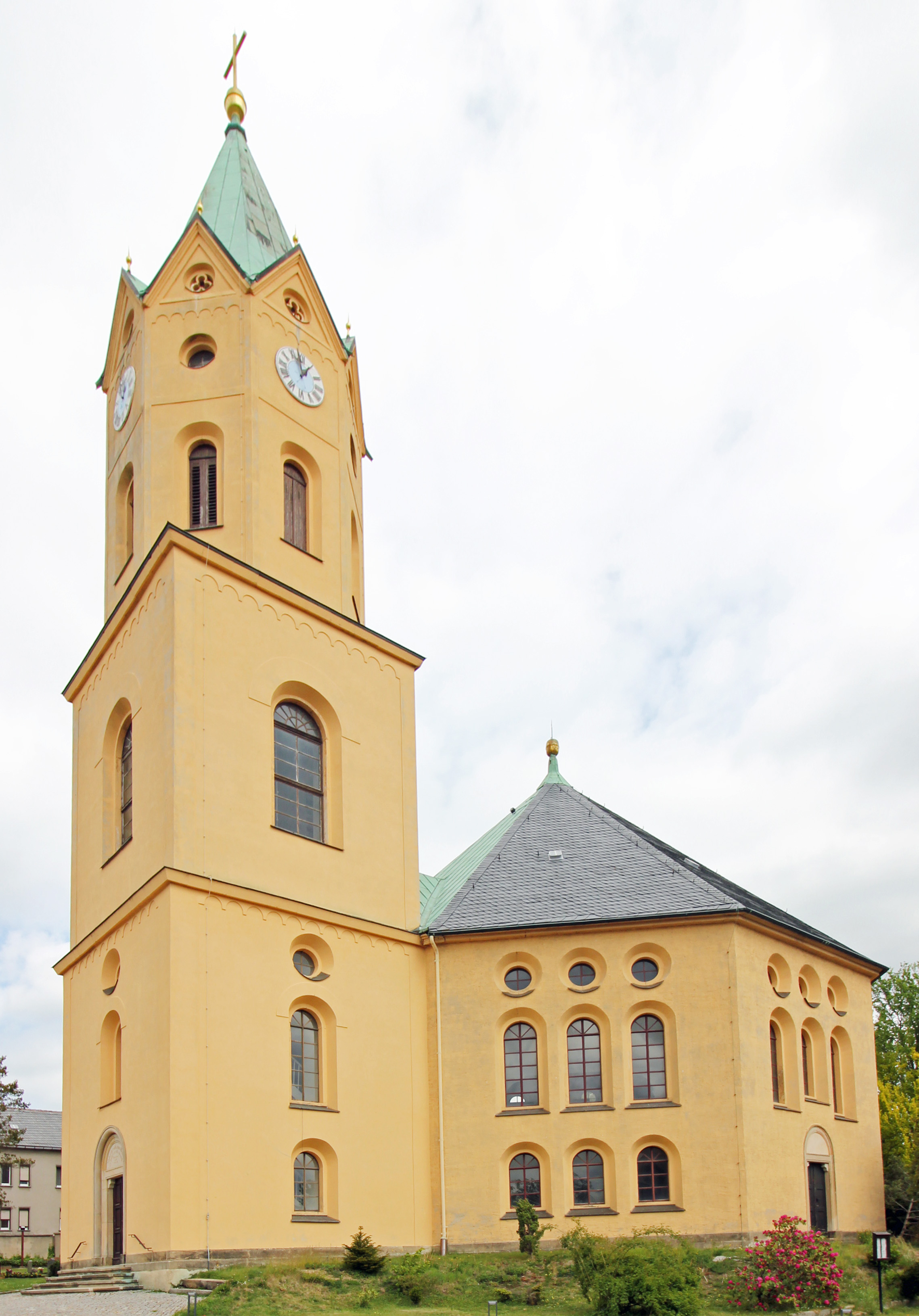
Vorbild für die Kirche in Knauthain: Die Kirche in Lichtenberg im Landkreis Bautzen aus dem Jahr 1841

Der Architekt Johann Ernst Wilhelm Zocher schuf einen achteckigen Zentralbau im byzantinisch-historisierenden Stil, der in etwa dem jetzigen entspricht – bis auf den Turm, der 40 Meter hoch war und einen achteckigen Aufbau mit acht Ziergiebeln und einem spitzen Zeltdach hatte. Der Innenraum war klassizistisch gestaltet, mit umlaufenden Emporen.
Zocher übernahm für die Kirche zum Teil Maße und Formen der ebenfalls achteckigen Kirche in Lichtenberg (Lausitz), die fünf Jahre zuvor nach Plänen des Dresdner Architekten Ernst Hermann Arndt von Christian Gottlieb Ziller errichtet worden war und als Muster einer Predigerkirche galt.
Die Kirche wurde 1846 geweiht. In ihr fand auch der alte Schnitzaltar seinen Platz, der vom Kunsthistoriker Gurlitt ausführlich beschrieben ist.
Aus diesem Jahr stammt die älteste Glocke der Kirche aus der Gießerei G. A. Jauck zu Leipzig, welche im Schlagton f′ erklingt. 1886 lieferte die Gießerei Gebr. Jauck eine Glocke im Schlagton d′.
Nachdem es im Winter 1937 zu einem Brandschaden gekommen war, brannte die Kirche am 22. Februar 1944 nach einem Luftangriff vollständig aus. Von der Einrichtung konnten nur ein Bild (jetzt Altarbild) und ein Wandteppich gerettet werden. Bis 1950 standen nur noch die Grundmauern.
1951–1955 erfolgte der Wiederaufbau in etwa der Form von 1846 – bis auf den Turm, der erst 1971 in der nunmehr verkürzten Fassung wiederhergestellt wurde. Die beiden über die Weltkriege erhaltenen Bronzeglocken von 1846 sowie 1886 wurden mit einer Glocke der Glockengießerei F. Schilling Söhne zu Apolda im Schlagton a′ zum Glockengeläut mit d-Moll-Dreiklang erweitert.
Nach der Friedlichen Revolution in der DDR konnten die Sakralmöbel (Altar, Lesepult und Taufstein) durch neue ersetzt, der Eingangsbereich behindertengerecht ausgebaut, die Kirchendecke im Jahre 2008 neu gestaltet und der Innenraum renoviert werden.

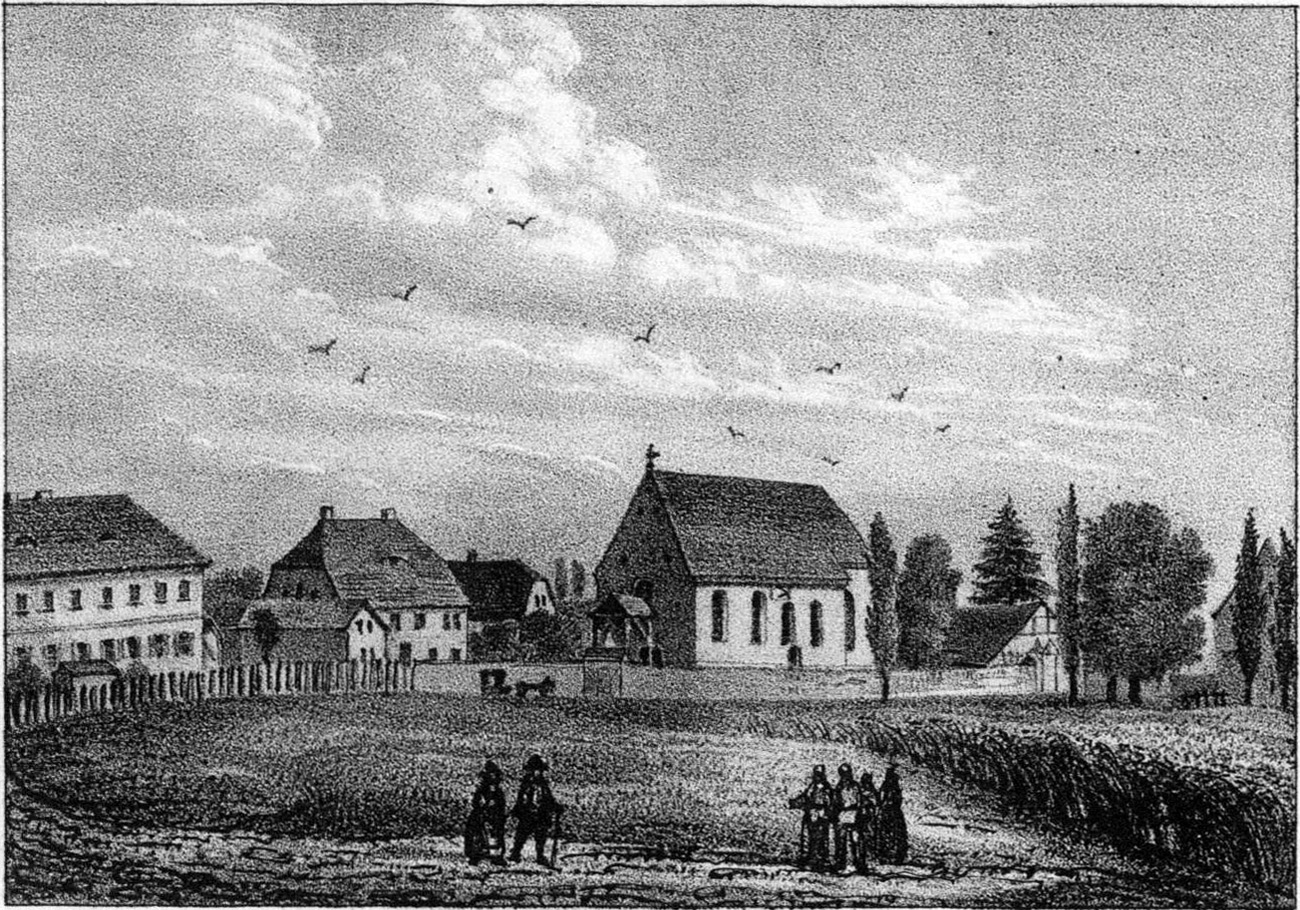
Die Knauthainer Kirche bis 1844
Die Knauthainer Kirche von 1846
Der ehemalige Schnitzaltar (16. Jahrh.)
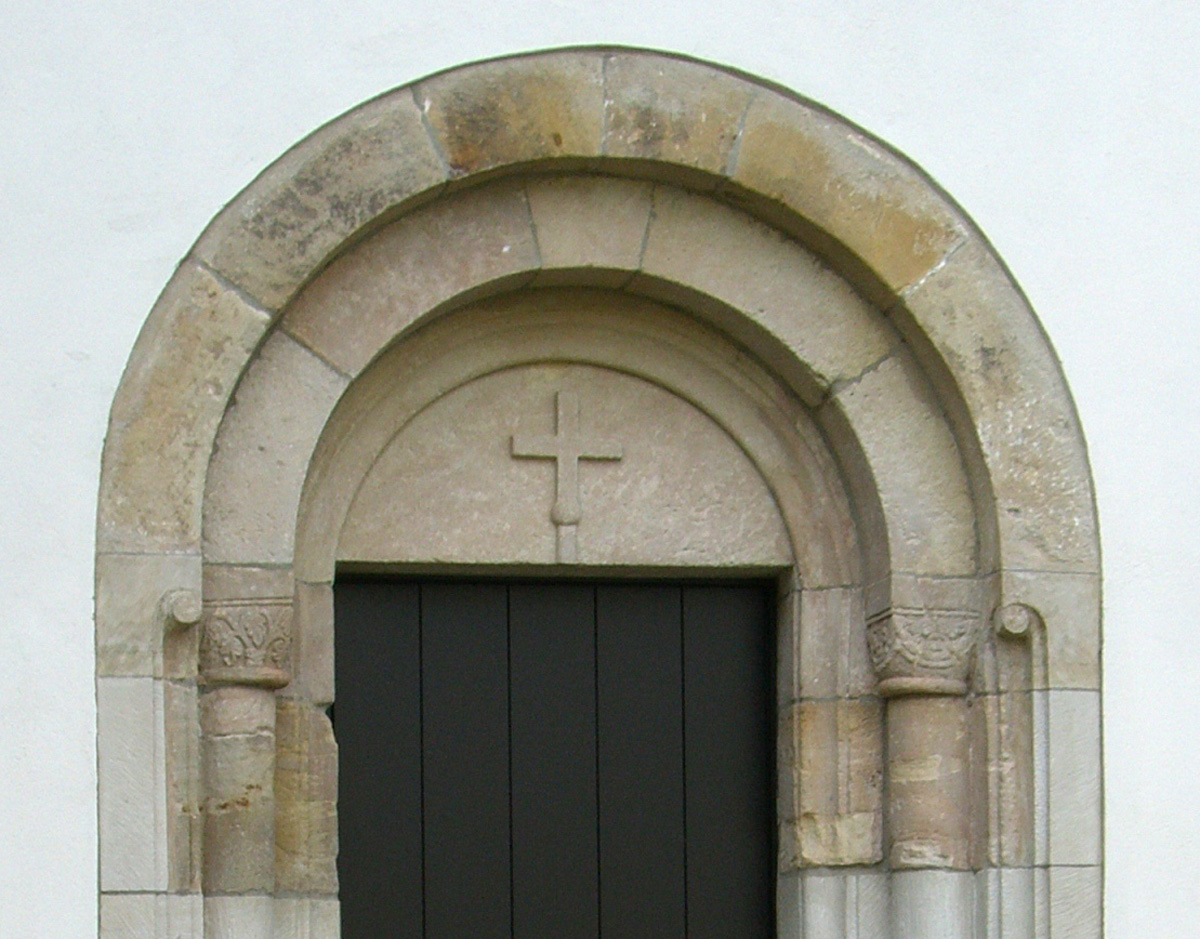
Nordtür mit Teilen aus dem 12. Jahrh.

## Orgel
Die erste überlieferte Orgel schuf 1674 Christoph Donat, die 1798 vom Universitäts-Orgelbauer Johann Gottlieb Ehregott Stephani instand gesetzt wurde.
In den Kirchenneubau baute 1845/46 Christian Carl David Beyer aus Großzschocher seine Orgel mit 22 Registern, zwei Manualen und Pedal. Reparaturen gab es 1860 und 1876, die Orgel wurde beim Bombenangriff 1944 zerstört.
1950 wurde in der Evangelisch-Lutherischen Trinitatiskirche Leipzig von der Firma Orgelbau A. Schuster & Sohn der erste Bauabschnitt einer dreimanualig geplanten Orgel (mit elektrisch traktierten Taschenladen) eingebaut, das Vorhaben blieb jedoch unvollendet. Diesen Torso übernahm 1965 die Kirchgemeinde Knauthain für ihr Gotteshaus.

## Pfarrer
Das Verzeichnis pfarrerbuch.de listet für diese Kirche folgende Pfarrer auf:
- 1539 – Mönch, Johannes
- 1550 – Beyer, Balthasar
- 1552 – Funkler, Georg
- 1558 – Krell, Johann
- 1592 – Merboth, Johann
- 1608 – Manger, Johann
- 1630 – Seidel, Martin d. J.
- 1665 – Falkenhagen, Johann
- 1692 – Erlmann, Johann Gottlob
- 1743 – Pfündel, Johann Friedrich
- 1771 – Schmidt, Benjamin Traugott
- 1790 – Kümmel, Johann Friedrich
- 1829 – Naumann, Wilhelm
- 1842 – Höhne, Johann Karl Gottlieb
- 1872 – Härting, Rudolf
- 1883 – Bahrdt, Max Eugen
- 1890 – Niedner, Franz Renatus
- 1910 – Niedner, Franz *Otto Fürchtegott
- 1956 – Börner, Arthur *Gerhard
- 1961 – Pank, Hermann
- 1968 – Hüneburg, Gotthelf[10]